# Stenoscaptia niveiceps
Stenoscaptia niveiceps är en fjärilsart som beskrevs av Rothschild 1913. Stenoscaptia niveiceps ingår i släktet Stenoscaptia och familjen björnspinnare. Inga underarter finns listade i Catalogue of Life.